# Stilbomastax
Stilbomastax is een geslacht van kreeftachtigen uit de klasse van de Malacostraca (hogere kreeftachtigen).

## Soort
- Stilbomastax margaritifera (Monod, 1939)